# Jag saknar dig, jag saknar dig!
Jag saknar dig, jag saknar dig! är en ungdomsroman från 1992 av Peter Pohl och Kinna Gieth.

## Handling
Boken handlar om Tina och Cilla som är enäggstvillingar. De bor i ett stort hus, som kallas för Rosengården tillsammans med sin pappa, styvmamma och styvbror. En dag när de springer över vägen för att hinna med bussen till skolan blir Cilla påkörd och omkommer.
Tina gör sitt bästa för att orka med livet, i början är vännerna imponerade över hur stark hon är men i själva verket orkar Tina knappt med sig själv och börjar så småningom tvivla på sin egen identitet. När hon dessutom träffar Stefan på ett sommarläger blir hennes liv ännu mer komplicerat. Efter lägret sviker Stefan henne, och hon blir övergiven för andra gången. Men hennes bästa kompis finns alltid där. Den förlorade systerns gamla kompis kommer också in i bilden så småningom, och de stöttar varandra genom det stora hål som Cilla lämnar efter sig.

## Om boken
Boken är verklighetsbaserad. Då Gieth var tretton år förlorade hon sin tvillingsyster, Jenny. Hon kontaktade då författaren Peter Pohl, och bad honom att skriva en bok om systrarna. Systrarna hade tidigare läst hans bok Alltid den där Anette, och reflekterat över hur hemskt det skulle vara att förlora sin syster.
Boken belönades med Augustpriset för barn- och ungdomslitteratur 1992, det första i den klassen.
Filmatiseringen av boken i regi av Anders Grönros, med titeln förkortad till Jag saknar dig, hade premiär 19 augusti 2011.